# Жозуа Гілавогі
Жозуа́ Гілавогі́ (фр. Josuha Guilavogui, нар. 19 вересня 1990, Олліуль) — французький футболіст, півзахисник англійського клубу «Лідс Юнайтед».
Виступав, зокрема, за клуби «Сент-Етьєн» та «Вольфсбург», а також національну збірну Франції.
Володар Кубка Німеччини. Володар Суперкубка Німеччини. 

## Клубна кар'єра
У дорослому футболі дебютував 2007 року виступами за команду клубу «Сент-Етьєн», в якій провів шість сезонів, взявши участь у 112 матчах чемпіонату. 
Своєю грою за цю команду привернув увагу представників тренерського штабу клубу «Атлетіко», до складу якого приєднався 2013 року. Відіграв за мадридський клуб наступний сезон своєї ігрової кар'єри.
Протягом 2014 року знову захищав кольори команди клубу «Сент-Етьєн».
До складу клубу «Вольфсбург» приєднався 2014 року. Відтоді встиг відіграти за «вовків» 43 матчі в національному чемпіонаті.

## Виступи за збірні
У 2008 році дебютував у складі юнацької збірної Франції, взяв участь у 16 іграх на юнацькому рівні, відзначившись одним забитим голом.
Протягом 2011–2013 років залучався до складу молодіжної збірної Франції. На молодіжному рівні зіграв у 15 офіційних матчах, забив 3 голи.
У 2013 році дебютував в офіційних матчах у складі національної збірної Франції. Наразі провів у формі головної команди країни 7 матчів.
| Дата       | Місто        | Господарі | Результат | Гості   | Турнір            | Голи | Примітки |
| ---------- | ------------ | --------- | --------- | ------- | ----------------- | ---- | -------- |
| 05-06-2013 | Монтевідео   | Уругвай   | 1 – 0     | Франція | товариський матч  | -    | 67'      |
| 09-06-2013 | Порту-Алегрі | Бразилія  | 3 – 0     | Франція | товариський матч  | -    |          |
| 14-08-2013 | Брюссель     | Бельгія   | 0 – 0     | Франція | товариський матч  | -    |          |
| 06-09-2013 | Тбілісі      | Грузія    | 0 – 0     | Франція | Відбір до ЧС 2014 | -    | 78'      |
| 10-09-2013 | Гомель       | Білорусь  | 2 – 4     | Франція | Відбір до ЧС 2014 | -    | 93'      |
| 18-11-2014 | Марсель      | Франція   | 1 – 0     | Швеція  | товариський матч  | -    | 86'      |
| 29-03-2015 | Сент-Етьєн   | Франція   | 2 – 0     | Данія   | товариський матч  | -    | 60'      |
| Усього     |              | Матчів    | 7         |         | Голів             | 0    |          |

## Титули і досягнення
- Володар Кубка французької ліги (1):

«Сент-Етьєн»: 2012-13
- Володар Кубка Німеччини (1):

«Вольфсбург»:  2014–15
- Володар Суперкубка Німеччини (1):

«Вольфсбург»:  2015